# サンパギータ
『サンパギータ』（SAMPAGUITA）は、1998年10月15日にソニー・コンピュータエンタテインメントより発売されたPlayStation用アドベンチャーゲーム。
『やるドラ』シリーズの第3作目。企画・原作・アニメーション制作はProduction I.G。
ゲーム中の季節は「秋」。象徴する花は「マツリカ」。サスペンス要素が強いストーリーが特徴。シリーズで初めて主人公に声がついた作品である。
仮題は『フォーシーズンズメモリー 秋 〜ダヒル・サ・ヨ〜 あなたのために』であった。
初期の『やるドラ』シリーズ4作品の中で、本作のみ「PSPオンライン」では配信されていない。

## ストーリー
季節は秋。合コンの帰り、終電も無くなり雨の中をずぶ濡れになって帰る主人公。そんな中、路地裏でうずくまっていた一人の東南アジア系の少女と出会う。とりあえず自宅につれて帰り事情を聞いてみるが、記憶が失われているという。所持品の中に身元のわかるものはないかとハンドバッグの中を探ってみると、そこには大量の現金と本物の拳銃が入っていた。不安を抱えつつも、主人公は行く当てもないマリアと共同生活を送ることになる。

## 登場人物
主人公
声 - 松本保典
牛丼屋のバイトで生計を立てている一人暮らしの大学生。
路地裏にいたマリアを保護し、共同生活を送ることになる。
マリア・サントス
声 - 林原めぐみ
本作のヒロイン。フィリピンマニラのトンドスラム出身。香港九龍城で育ち、日本に来るが、記憶を失ってしまう。
底抜けに明るいが、ときたま表情に陰を見せる。ゴキブリが物凄く苦手で見ただけで大騒ぎをする。
ボーイ
声 - 大塚明夫
マリアの兄のような存在。血の繋がりはないが、マリアを妹のように可愛がっている。
幼いころに才覚を買われ、フィリピンのシンジケートから香港マフィアにスカウトされる。
当初は主人公に対して激しい敵意を持っていたが、マリアの主人公に対する信頼から、徐々に一目を置き、主人公に命を助けられたことで、彼を兄弟と呼ぶようになる。
水島 英男（みずしま ひでお）
声 - 中田和宏
主人公の義兄（姉の夫）。新聞記者で、マニラ支局に5年の滞在歴があり、主人公の相談に乗ってくれる。
設定イラストでは老けて見えるが、実際の年齢は30歳前後と記載されている。
ランディ・サンチャゴ
声 - 塩屋浩三
フィリピン料理店の店主。人情に篤く困った人を見過ごせない性分であるが、少々お節介気味。
馬場 健一郎（ばば けんいちろう）
声 - 高宮俊介
珈琲専門喫茶店のマスターで、主人公が通っている大学の先輩。フィリピン関係に強く、主人公にランディを紹介する。
妻はフィリピーナであり、子供も二人いる。
佐藤 ヒカル（さとう ヒカル）
声 - 鈴木琢磨
主人公の大学のクラスメート。自慢が趣味の自己中心的で嫌味な人物。馬場とも知り合いで、展開によっては彼を紹介してくれる。

## エンディング

### Good End
| No. | サブタイトル | 内容 |
| --- | ------------ | --- |
| 1   | 手紙         | フィリピンでマリアとの再会を果たす（戦いに参加しない）。                                                                                 |
| 2   | 再会         | 戦いに参加してヤクザを殺し刑務所生活を送った後、フィリピンに行ってマリアと再会する（マリアの写真は叔父から刑務所生活中にもらっている）。 |
| 3   | 永遠に       | 主人公がヤクザに殺され、2年間ヤクザが所有していたビルで眠った後、幽霊としてフィリピンでマリアと会う（マリアには子供がいる）。            |

### Normal End
| No. | サブタイトル   | 内容 |
| --- | -------------- | --- |
| 1   | ふたり         | マリアと過ごすため、今の生活を変える（マリアの記憶は戻らない）。                                           |
| 2   | マハル・キ・タ | 主人公がマリアを人質にとっているヤクザから殺される。                                                       |
| 3   | 希望           | フィリピンでマリアとの再会をまだ果たせていない（戦いに参加しない）。                                       |
| 4   | 想い           | 戦いに参加してヤクザを殺して警察署に出頭。刑務所生活を送っているが、叔父からマリアの写真をもらっていない。 |
| 5   | 不思議な体験   | マリアと楽しい話をしてひとときを過ごすが、次の日にはいなくなっている。                                     |

### Bad End
| No. | サブタイトル | 内容 |
| --- | ------------ | --- |
| 1   | ひととき     | マリアを見つけたものの、すぐに警察に見つかってしまう。                                                                                       |
| 2   | 恐れ         | 主人公がマリアをあっさりと見捨ててしまうため、マリアが警察に見つかってしまう。                                                               |
| 3   | オオカミ     | 主人公が佐藤からもらった成人雑誌を見て気がおかしくなり、マリアに平手打ちされる。                                                             |
| 4   | 煩悩         | 主人公がマリアに佐藤からもらった成人雑誌を見せまくったため、マリアに平手打ちされる。                                                         |
| 5   | 他人         | マリアとの関わりを避けたため、マリアが家を出て行く。                                                                                         |
| 6   | 僕の人生     | 主人公が警察官になってしまうため、マリアに遭遇しない。                                                                                       |
| 7   | サヨナラ     | 主人公がマリアに冷たい態度を取ったため、マリアが家を出て行く。                                                                               |
| 8   | あやまち     | マリアが化粧したのをみて、主人公が興奮して、マリアが家を出ていく。                                                                           |
| 9   | 初心         | マリアが主人公のことを信じることができなくて、マリアが出て行ってしまう。                                                                     |
| 10  | 生活         | 主人公が社会人への道を選んでしまうため、マリアの記憶はいつ戻るかわからないままである。                                                       |
| 11  | 佐藤         | 佐藤を冷たくあしらってしまったので、マリアの記憶がいつ戻るかわからないままである。                                                           |
| 12  | 別離         | 募金のシーンでマリアの気持ちを踏みにじる言動をしたため、次の日マリアがいなくなっている。                                                     |
| 13  | 出会いとは…  | ランディにマリアの名前を伏せたので、マリアの記憶はいつ戻るかわからないままである。                                                           |
| 14  | 勇気         | 主人公がボーイに何も言えなかったので、ボーイがヤクザから狙われている時、声をかけることが出来なかった（マリアの記憶はいつ戻るかわからない）。 |
| 15  | 不運         | 主人公がヤクザに捕まってしまい、命を狙われる。                                                                                               |
| 16  | 執念         | 佐藤を冷たくあしらったことにより、ヤクザから逃げている最中に、佐藤に腕を掴まれ、ヤクザに捕まってしまい、命を狙われる。                       |
| 17  | 甘さ         | 坊主頭のヤクザに斬り殺される。 |
| 18  | 非力         | マリアを人質にとっていたヤクザをピストルで打とうとすると、横にいた護衛のヤクザから撃ち殺される。                                             |
| 19  | 悲運         | マリアを助けた後非常口から脱出すると、非常口にいたヤクザが手榴弾を投げてきて殺される。                                                       |
| 20  | マリア       | マリアとボーイはどこへ行ったかわからないままになる。                                                                                         |

## 主題歌
エンディングテーマ「Hold On」
歌：マリーン / 作詞：新井明子 / 作曲：青木秀一 / 編曲：田代隆廣

## 移植版
| タイトル                          | 発売日        | 対応機種             | 開発元         | 発売元                                 | メディア    | 型式              | 備考                           |
| --------------------------------- | ------------- | -------------------- | -------------- | -------------------------------------- | ----------- | ----------------- | ------------------------------ |
| サンパギータ PlayStation the Best | 2001年8月16日 | PlayStation          | Production I.G | ソニー・コンピュータエンタテインメント | CD-ROM2枚組 | SCPS-91242〜91243 | 廉価版。                       |
| やるドラ ポータブル サンパギータ  | 2005年7月28日 | PlayStation Portable | ウィル         | ソニー・コンピュータエンタテインメント | UMD         | UCJS-10014        | PlayStation版の移植。          |
| 茉莉花                            | 2005年11月8日 | PlayStation Portable | ウィル         | ソニー・コンピュータエンタテインメント | UMD         | UCAS-40034        | PlayStation Portable版の翻訳。 |

### PlayStation Portable版
- ワイドスクリーンに対応[36]。
- 高解像度フォントを採用[36]。
- 設定画の追加などでCGギャラリーを増強[36]。
- クリアしたエンディングを振り返ることができるリプレイ機能を追加[36]。
- 『やるドラ』シリーズ3作品（『ダブルキャスト』、『季節を抱きしめて』、『雪割りの花』）の体験版を搭載[36]。

## スタッフ
- 企画・原作：Production I.G
- アニメーション監督：西久保瑞穂
- 脚本：やまざきかずお、中山善文
- 絵コンテ：やまざきかずお
- キャラクターデザイン：士郎正宗、後藤隆幸
- 作画監督：後藤隆幸
- グラフィックデザイン・シナリオスクリプト：中山善文
- イラストレーション：士郎正宗
- 音楽：松前公高
- オーディオ・演出：田中英行
- ゲームディレクター：中山善文
- ディレクター：池内伸彰、吉田慎一
- ゲーム総監修：東郷光宏
- エグゼクティブプロデューサー：石川光久、山元哲治
- 製作総指揮：佐藤明
- 制作：シュガーアンドロケッツ、Production I.G
- 製作・著作：ソニー・コンピュータエンタテインメント

## 評価
PS版の年間販売本数は139,231本であり、1998年の年間売り上げの93位にランクインした。
『週刊ファミ通』のクロスレビューでは、30点と採点され、30点から31点のソフトが対象となる「シルバー殿堂」入りとなった。
『電撃PlayStation』のDPSソフトレビューでは65、80、80、80の305点と採点された。レビュアーは「一定数エンディングを見ると新イベントが出現する良点の継承」、「過去作の欠点である見たことのあるエンディングが確認し難い点が解消されている」などシステム面がやや改善されているとした。しかしストーリーについて過去作を楽しめたならいいとした上で「序盤から引き込まれるが意外な選択肢で分岐するためそれが展開に影響している感じが薄く難易度はやや高め」、「台詞の積み重ねに脈絡がない」、「グッドエンドが少なく結構あっさりしている」、「伏線があまり活かされていない」とマイナスの評価をしている。さらに、システムについても「ルートやエンディングの概要が見られない」、「オートスキップは高速すぎて読み取りにくく選択肢を選ぶと解除されてしまう」、「セーブポイントをもっと増やして欲しかった」とし、主人公に声が配されたことについて肯定的であった者と、賛否両論だと考え映画的演出もあり臨場感は増したが主人公=プレイヤーではなく第三者の視点で「やる」ではなく「見る」感が強くなった気がする者で意見が分かれた。
『ザ・プレイステーション』のザ・プレ流 PSソフト品評会では65、80、80の225点と採点された。レビュアーは「かゆいところに手が届く親切丁寧な作りでキャラクターデザインやグラフィックは良く作画は安定」、「システムはマイナーチェンジによりファンに要望に応えている」、「ストーリーは奥が深く何度もプレイしたくなり選択肢の幅がある」、「夢のような恋愛の形を描いていることから鼻につく人もいるかもしれず深み欠けると考えるプレイヤーもいるだろうが、これはマリアとの共同生活のシーンや彼女との心の変化に酔って感情移入すべき作品」とする者がいる。一方で「サウンドが絵やストーリーに負けてしまっている、ゲーム性は低く正宗士郎の絵が好みな人やゲームにストーリー性を求める人向け」だとした。

## 関連商品

### 書籍
| タイトル                                                                | 発売日         | 発行日        | 発売元                                 | 発行元                                 | ISBN          | 備考                                                             |
| ----------------------------------------------------------------------- | -------------- | ------------- | -------------------------------------- | -------------------------------------- | ------------- | ---------------------------------------------------------------- |
| オフィシャル やるドラファンブック サンパギータ CD-ROMスペシャルデータ集 | 1998年10月15日 |               | ソニー・コンピュータエンタテインメント | ソニー・コンピュータエンタテインメント | -             | 本編シナリオと設定資料集およびCD-ROM。CD-ROMの品番：SCZS-94103。 |
| 「やるドラ」攻略シリーズ サンパギータ 公式ガイド                        | 1998年11月2日  |               | ソフトバンク 出版事業部                | ソフトバンク 出版事業部                | 4-7973-0680-7 | 攻略本。                                                         |
| サンパギータ オフィシャルガイドブック                                   | 1998年11月11日 |               | アスペクト                             | アスキー                               | 4-7572-0255-5 | 攻略本。                                                         |
| やるドラシリーズ 公式ディレクターズガイド サンパギータ&雪割りの花       | 1998年12月10日 |               | 集英社                                 | 集英社                                 | 4-08-779007-X | 攻略本。                                                         |
| やるドラ公式設定BOX                                                     | 1999年4月20日  | 1999年4月30日 | マンガパック                           | Production I.G                         | -             | PlayStationで発売された4作品の設定資料集。                       |
| サンパギータ アンソロジーコミック                                       | 1999年8月27日  |               | ソフトバンクパブリッシング             | ソフトバンクパブリッシング             | 4-7973-1019-7 | アンソロジーコミック。                                           |

### CD
| タイトル                                     | 発売日         | 発売元                  | 品番      | 備考                                                                                      |
| -------------------------------------------- | -------------- | ----------------------- | --------- | ----------------------------------------------------------------------------------------- |
| Hold On                                      | 1998年10月21日 | SPE・ビジュアルワークス | SVWD-9007 | シングルCD。                                                                              |
| 「サンパギータ」オリジナル・サウンドトラック | 1999年1月21日  | SPE・ビジュアルワークス | SVWC-7020 | アルバムCD。                                                                              |
| 「サンパギータ」ザ・ドラマCD                 | 1999年1月21日  | SPE・ビジュアルワークス | SVWC-7018 | ドラマCD。                                                                                |
| サンパギータ コレクターズディスク            | 1999年5月21日  | Production I.G          | IGPC-0003 | Windows 95/98専用アクセサリー集CD-ROM。スクリーンセーバー用の修正パッチが配布されていた。 |

### その他の商品
| タイトル                           | 発売日 | 発売元       | 備考 |
| ---------------------------------- | ------ | ------------ | --- |
| サンパギータ 本線用台本            | -      | -            | アフレコ用台本。 |
| TRADING COLLECTION「サンパギータ」 | 1999年 | 天田印刷加工 | トレーディングカード。全61種類のカードが存在する（ノーマルカード：45種類、メタリックカード：9種類、レインボーホロカード：4種類、士郎正宗描き起こしマリアカード：3種類）。 |